# 西村雅彦のさよなら20世紀
『西村雅彦のさよなら20世紀』（にしむらまさひこのさよならにじっせいき）は、1998年10月12日から1999年3月22日までフジテレビ系列局で放送された情報バラエティ番組。放送時間は毎週月曜 23:00 - 23:20 (JST) 、フジテレビ系全国ネットの深夜番組放送枠『バラパラ』月曜の番組として放送。

## 概要
西村雅彦（現:西村まさ彦）の冠番組の1つである。番組タイトルが示す通り、20世紀だけに存在した道具や人物、それに建物などを取り上げていた。また、フジテレビ旧本社ビル（河田町）の周辺にあった商店街「フジテレビ通り」（放送時に「あけぼのばし通り」へ改称された）についても取り上げていた。
この番組一番の見所は、取り上げた物を「その物の働きに感謝し、華麗に天界へ送り出す」などと称して爆破していた点にある。1998年9月20日に撤去した「フジテレビ通り」のアーケード看板や客車といった物を採石場のような場所で爆破していた。爆破する際には、その物に相応しい演出を施すのも特徴である。
画面左上には「爆発まで何分何秒（例 爆発まで10:30）」という爆破までのカウントダウンが表示され（放送開始時に15:00からスタート）爆破準備作業の様子や、爆破する物のエピソードを流す。その後、立会人が爆破執行を宣言する旗を振った後に爆破。爆破後に西村がその物に関した思いを語った後、「今日の爆発」として爆破シーンがハイライトで流れて終了するというのが主な流れだった。1998年の年末には総集編も放送された。
番組で使用されたBGMは映画『オペラ座の怪人』のサウンドトラックから流用している。

## 出演者
- 西村雅彦 - オープニングとエンディングに出演するだけだった。
- 山中秀樹（当時フジテレビアナウンサー） - 実況を担当。
- 藤村さおり（当時フジテレビアナウンサー） - 爆破する物の関係者へのインタビューを担当。
- 西岡孝洋（フジテレビアナウンサー） - 爆破までの準備の様子をリポートしていた。

## 番組で爆破された物
- フジテレビ通りのアーケード看板 - 1998年9月20日にアーチが撤去され、あけぼのばし通りのアーケード看板に設置された。
- 軽井沢プレイランドの看板と券売り場
- ディスコのお立ち台
- 天地真理の衣装
- 八丈島のボウリングの巨大ピン
- 八丈島の太鼓
- 杵
- 黒部峡谷ロープウェイのゴンドラ
- 女子プロレスのリング
- 放置車両（スバル・レックス）
- ローカル客車（国鉄オハフ61形）
- 漁船
- 味噌樽
- 軽トラックを改造したラーメン屋台 (スバル・サンバートラック)
- 発明家の発明品 - 頭にトイレットペーパーを取り付け、いつでも鼻をかめる機械など。なお、この時は発明品を審査する人がいて、審査員が気に入ったものは爆破されなかった。
- バンドの楽器
- 男性用便器
- 犬小屋
- 雛人形 - 人形をこよなく愛した妻の死と娘の嫁入りをきっかけに。
- 冷凍トレーラー - 椎名急送所有の龍馬号が引いていた。東映映画「トラック野郎・故郷特急便」出演車。幸いトラクタは爆破を逃れ、現存している。その後、龍馬号と同じカラーリングを施したトレーラーが同社にて運用中である。
- その他

## スタッフ
- 企画：石原隆（フジテレビ）
- ロケ
  - カメラ：須田慎一郎、宮本征治、大里安雄、古村昌徳、林隆之、宮本肇、福島英洋
  - VE：坂口直紀、安澤貴幸
  - 音声：石橋透
- スタジオ
  - TD：石黒義満
  - カメラ：井藤大
  - VE：島田祐司
  - 音声：仙田俊一、中村仁【週替り】
  - 照明：中村英二（FLT）
- 編集：深沢佳文、足立浩、松尾浩【週替り】
- ライン編集：加藤武志、山本剛史【週替り】
- 音響効果：志田博英
- MA：萩野賢
- 美術プロデューサー：松沢由之
- デザイン：野口陽介
- 美術進行：石田博己
- 大道具：吉野宏昭
- アートフレーム：佐藤信廣
- 装飾：横山公一
- 衣裳：山口亜希
- メイク：一条純子
- アクリル装飾：田辺美奈子
- オブジェ：福田隆正
- 爆発仕掛人：菊地潔
- 機材協力：日本アピオニクス、小野測器
- 協力：ベイシス、フジアール、大平特殊効果
- 車両：フィールドワーク
- CGタイトル：PW
- 広報：小出和人（フジテレビ）
- TK：山本悦子
- 取材：福岡ひろし、窪嶋武治
- 制作進行：原田良彦
- 演出補：山下学美
- ディレクター：溝口憲司、福原伸治、鈴木輝雄、今野貴之、高野徹、岩村真理子
- 構成・演出：落合正幸
- プロデューサー：松村俊二
- 制作協力：共同テレビ
- 制作著作：フジテレビ